# Saint-Briac-sur-Mer
Saint-Briac-sur-Mer är en kommun i departementet Ille-et-Vilaine i regionen Bretagne i nordvästra Frankrike. Kommunen ligger i kantonen Dinard som tillhör arrondissementet Saint-Malo. År 2022 hade Saint-Briac-sur-Mer 2 228 invånare.

## Befolkningsutveckling
Antalet invånare i kommunen Saint-Briac-sur-Mer
Referens:INSEE